# Snelvuurkanon

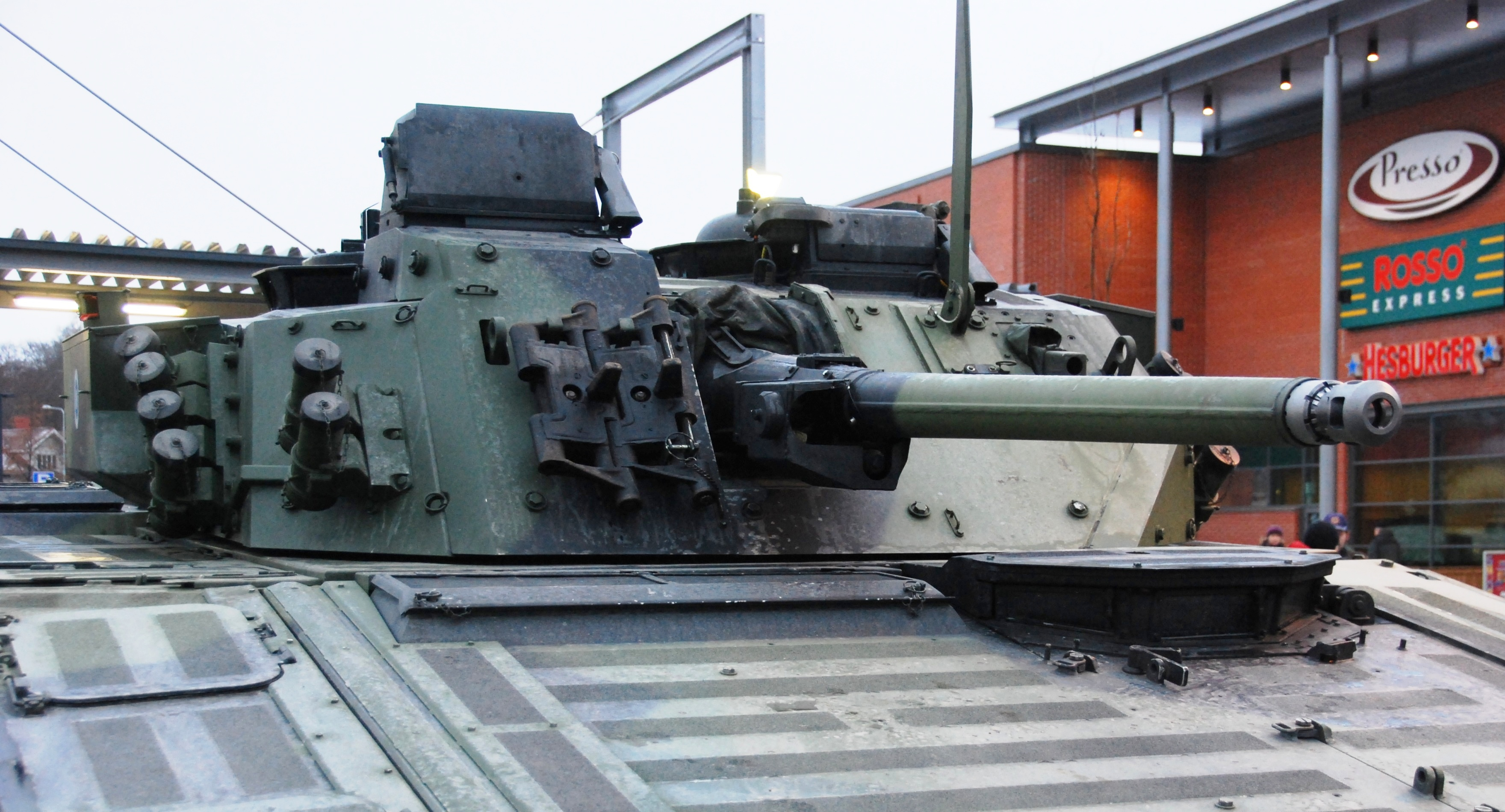
Een Bushmaster 30 mm-snelvuurkanon op een Finse AFV.

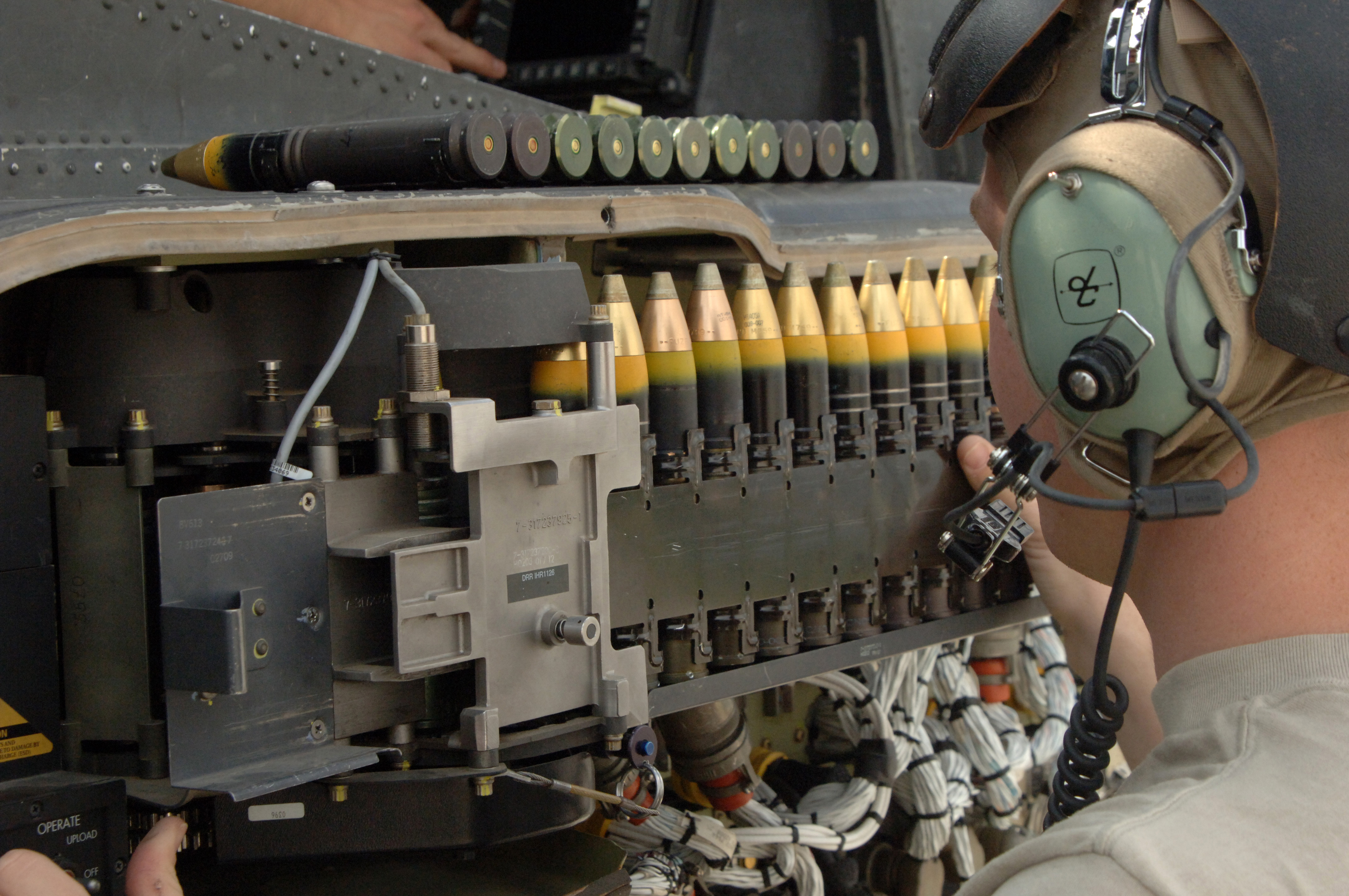
Het laadsysteem van het snelvuurkanon van een AH-64 Apache-gevechtshelikopter.

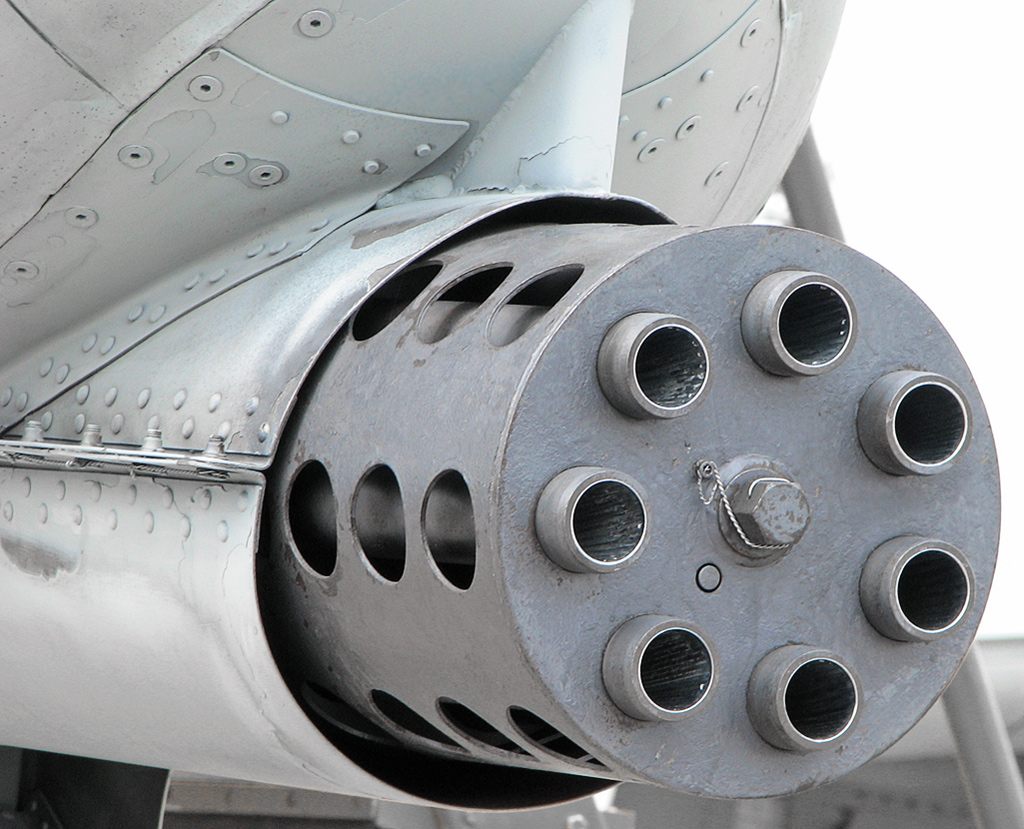
30 mm Gatling gun van de A-10 Thunderbolt II

Een snelvuurkanon is een automatisch vuurwapen dat in hoog tempo granaten verschiet.
Het verschil met een mitrailleur is dat deze patronen verschiet met mantelprojectielen (zonder geleiband) en geen patronen voorzien van granaten (projectielen met geleiband).
De granaten die een snelvuurkanon verschiet hebben een kaliber van 20 mm en zwaarder. Een snelvuurkanon is wel lichter dan artilleriegeschut, dat tegenwoordig vaak een kaliber van 120 en 155 mm heeft.
Snelvuurkanonnen kunnen munitie met allerlei soorten projectielen verschieten, zoals brisantgranaat (HE),  pantserdoorborend (AP), brandstichtend (I) en fragmentatie.
De Britse RARDEN heeft een vuursnelheid van circa 90 schoten per minuut, terwijl dat voor de Duitse Mauser BK-27 1800 per minuut is. Ze zijn vatbaar voor oververhitting bij aanhoudend vuren en ook beperkt door hun magazijninhoud. Daarom vuren ze vaak in een relatief laag tempo of in korte salvo's.
Gatling guns met meerdere roterende lopen bereiken een hogere vuursnelheid. Die worden meer toegepast voor korte salvo's tegen luchtdoelen.